# Призрак мумии
«Призрак мумии» (англ. The Mummy's Ghost) — классический фильм ужасов студии Universal Pictures, вышедший на экраны в 1944 году.

## Сюжет
Египет. Старый жрец Андохеб выбирает себе нового преемника — Юсуф Бея — взамен не справившегося с заданием Мехмет Бея, и посылает его в Америку с такой же миссией — разыскать мумии Хариса и Ананки и увезти их домой. Тем временем в Мэплтоне Том Херви пересказывает лекцию профессора Мэтью Нормана своей девушке, Амине Манзори, египтянке по происхождению, но та начинает плохо себя чувствовать и просит его перестать.
Профессор Норман ночью полнолуния изучает листья таны в надежде раскрыть секрет, позволяющий оживлять мёртвых. Появившийся Харис убивает его и выпивает отвар листьев таны. За этим наблюдает Амина, но затем падает в беспамятстве и при пробуждении ничего не помнит.
Прибыв в Мэплтон, Юсуф Бей с помощью листьев таны призывает Хариса, и вместе с ним проникает в музей Скриппса, где должна находиться мумия Ананки. Но саркофаг пуст, и жрец понимает, что по воле Амона Ра Ананка переродилась.
Том обещает Амине увезти её в Нью-Йорк и взять замуж. Юсуф Бей посылает Хариса на поиски перерождённой Ананки. Мумия похищает Амину — она и есть Ананка — и приносит в укрытие Юсуф Бея. Видевшая похищение миссис Блэйк звонит Тому, после чего бежит к дому профессора, чтобы позвать на помощь полицейских, ведущих там следствие. Том преследует мумию, сбивается с пути, но его приводит к укрытию Орешек, пёс Амины. В это же время по их следам идут полиция и жители Мэплтона.
Юсуф Бей, вместо того чтобы убить девушку, влюбляется в неё и хочет напоить её отваром таны, сделав бессмертной. Харис убивает его на глазах у подоспевшего Тома. Том набрасывается на Хариса, но мумия побеждает его и скрывается с девушкой, всё больше принимающей свой истинный облик — трёхтысячелетней мумии.
Хариса и Ананку настигают жители и полиция, но они скрываются и тонут в болоте.

## В ролях
- Лон Чейни (младший) — Харис, мумия
- Джон Кэррадайн — Юсуф Бей
- Роберт Лоури — Том Херви
- Рэмсей Амес — Амина Манзори / Ананка
- Бартон Маклейн — инспектор Уолгрин
- Джордж Зукко — Андохеб
- Фрэнк Ришер — профессор Норман
- Гарри Шэннон — шериф Элвуд
- Эммет Воган — коронер
- Лестер Шарп — доктор Эйд
- Клэр Уитни — миссис Норман
- Оскар О’Ши — охранник музея